# Євген Янота
Євген Янота (пол. Eugeniusz Janota; 31 жовтня 1823, Кенти — 17 жовтня 1878, Львів) — польський краєзнавець, альпініст, педагог, священник, натураліст, германіст, літератор, піонер охорони природи, один з дослідників Татр.

## Біографія
Народився в сім'ї чиновника. Школу, гімназію, педагогічні та філософські (природничі) курси майбутній вчений освоїв у Щецині і Тарнові в 1833—1842 рр. Був священником у віддалених парафіях (як покарання за зайвий патріотизм). У 1860 р. за путівник по Бабиній горі, Татрах і Пеніннах отримав ступінь доктора філософії Краківського університету. Незабаром переїхав із Кракова до Львова, де з 1873 р. очолив кафедру німецької мови та історії літератури у Львівському університеті, став її професором. Цікавився метеорологією, етнографією, ботанікою, зоологією, геологією, географією, заснував випуск щомісячника «Школа». У 1876 р. створив у Львові Галицьке товариство захисту тварин, заснував в 1876 р. і редагував до самої смерті його видання. Автор популярних книг про тварин. Першим в орнітологіі застосував анкетний спосіб збирання інформації. Був членом Крайової педагогічної ради у Львові.
Разом зі своїм другом професором Краківського університету зоологом М. Новицьким є автором безпрецедентної, першої в Європі компанії з охорони диких тварин у Галичині та Татрах, в основному, за мотивами гуманістичними, а не господарськими або науковими. Недарма польські фахівці вважають саме початок 1860-х років точкою відліку сучасної польської охорони природи. Саме тоді Є. Янота і М. Новицький звернули свою увагу на необхідність охорони в Татрах кіз і сурків. Вони видали щодо цього спеціальну брошуру, яка розповсюджувалася для читання по сільських приходах і школах. Потім підготували проекти двох указів — про охорону кіз і сурків в Татрах і про охорону птахів і кажанів, які затвердив Галицький крайовий сейм 5 жлвтня 1868 р. Наступного року перший указ було узаконено австро-угорським урядом, другий — не пройшов, незважаючи на доопрацювання. За його мотивами було розроблено проект закону про охорону птахів і інших корисних тварин, і прийнято не без участі вченого в грудні 1874 р.
Є. Янота і М. Новицький на власний кошт найняли спеціальних сторожів для охорони в горах кіз і бабаків, що було для того часу справою надзвичайною. Як вважають польські дослідники, успіх акції багато в чому залежав від Є. Яноти, який проводив пропагандистську роботу серед галицького духовенства і учительства.
Євген Янота був членом археологіческого товариства у Львові і Татранського товариства в Кракові. Автор перших в Україні та Польщі монографій про білого лелеку, крота, бобра, лося, саламандру, вовка. Автор монографії про місто Бардіїв (1862), в якій є розділ про побут українців тих місцевостей.
Помер Є. Янота 17 жовтня 1878 р. у Львові, похований на Личаківському цвинтарі.

## Публікації
- Janota E. Stosunek w zajemny idealu piekna, prawdy i dobra, oras sztuki do natury i rekodzielnictwa // W programie gimnazyum krakowskiego u sw. Anny, 1854.
- Janota E. Upomnienie Zakopianow i wszystkich podhalanow, aby nie tepili swistakow i koz. — Krakow, 1865. — 17 s.
- Janota E. O potrzebie ochraniania zwierzat pozytecznych. Z dwiema tablicami Litografowanemi. — Krakow, 1866.
- Janota E. Sprawa ochrony zwierzat pozytecznych // Spraword. Komis. Fisjogr. Tow. Nauk. — Krakow, 1870. — S. 164—179.
- Janota E. Obrazki z zycia zwierzat. — Krakow, 1870. — Т. 1, 2.
- Janota E. pozyteczne i szkodliwe ptaki. W objasnieniu trzynastu tablic gospodarskich A. Hartingera, do uzytku szkol ludowych. — 1873.
- Janota E. Bocian. Opowiadania, spostrzezenia i uwagi. — Lwow, 1876.

## Про нього
- Енциклопедія українознавства : Словникова частина : [в 11 т.] / Наукове товариство імені Шевченка ; гол. ред. проф., д-р Володимир Кубійович. — Париж — Нью-Йорк : Молоде життя, 1955—1995. — ISBN 5-7707-4049-3.
- Борейко В. Е. Словарь деятелей охраны природы. — К.: КЭКЦ, 2001. — 524 с.
- Lechicki C. Janota Eugeniusz // polski Slownik biograficzny. — Вроцлав-Варшава-Краков, 1964. — Т. 47. — С. 552—553.
- Kawecki Z. Stulecie nowoczesnej ochrony przyrody w polsce (1868—1968) // przeglad Zool. — 1968. — № 3. — S. 249—261.
- Kawecki Z. Ustawy sejmu Galicyjskiego z roku 1868 i ich znaczenie dla nowoczesnei ochrony przyrody w polsce // Ochrona przyrody. — 1970. — № 35. — S. 7-23.
- Kzak T. pamieci zalozyciela gal. Towarzystwa ochrony zwierzat // Miesiecznik galicijskiego Towarzystwa ochrony zwierzat. — 1901. — № 3-4. — S. 17-22.
- M.W.-A.B. Eugeniucz Janota // Tygodnik illustrowany. — 1879. — № 181. — 14 червня.
- Miesiecznic galicyjskiego Towarzystwa ochrony zwierzat. — 1876, 1877, 1878.